# Drusenheim
Drusenheim – miejscowość i gmina we Francji, w regionie Grand Est, w departamencie Dolny Ren.
Według danych na rok 1990 gminę zamieszkiwały 4363 osoby, 277 os./km².

## Współpraca
Miejscowość partnerska:
- Schifflange, Luksemburg